# Adolph Neuberg Fabritius de Tengnagel
Adolph Neuberg Fabritius de Tengnagel (1. maj 1774 på Vejlegård – 28. december 1863 i Plön) var en dansk officer og hofmand, bror til Mathias Leth Fabritius de Tengnagel og F.M.E. Fabritius de Tengnagel
Han var søn af Michael Fabritius de Tengnagel (1739-1815) og Adolphine de Leth (1746-1797) og var 5. besidder af det Rosenfeldtske Fideikommis. Han blev 1791 kornet à la suite i holstenske Rytter-Regiment, 1797 virkelig kornet ved Livregiment lette Dragoner, 1800 karakteriseret sekondløjtnant, 1802 à la suite ved regimentet og blev samme år kammerjunker, 1808 karakteriseret premierløjtnant à la suite, 1811 karakteriseret ritmester og blev 1826 kammerherre. Han var kavaler hos hertug Peter Frederik Vilhelm af Oldenborg i Plön.
1803 ægtede han Ida Juliane von Eitzen.